# Турановка
Турановка (укр. Туранівка) — село, Ямпольская поселковая община, Шосткинский район, Сумская область, Украина.
Код КОАТУУ — 5925680408. Население по переписи 2001 года составляло 29 человек.

## Географическое положение
Село Турановка находится на правом берегу реки Шостка, выше по течению на расстоянии в 1,5 км расположено село Гремячка, на противоположном берегу — село Олино. На реке большая запруда. Село окружено большим лесным массивом (сосна, дуб). Рядом проходит автомобильная дорога Т-1915.